# شور درق (هشترود)
شور درق هي قرية في مقاطعة هشترود، إيران. عدد سكان هذه القرية هو 93 في سنة 2006.